# 仮想デバイスドライバ
仮想デバイスドライバ (Virtual Device Driver, VxD)とはWindows 3.xからWindows 9x系までにおいて用いられたデバイスドライバの形式である。VxDとは仮想デバイスドライバの多くがVデバイスD（例えばマウスのドライバならVMOUSEDという具合）のように名付けられていたことに由来する。32ビットデバイスドライバと呼ばれることもある。
MS-DOSでは単一のアプリケーションのみが実行されていたためハードウェアデバイスを専有して使用できていたが、Windowsでは複数のアプリケーションを同時に実行可能となったためハードウェアを複数のアプリケーションで共有できるようにする必要があった。そこで登場したのが実際のデバイスに代わり仮想的なデバイスを作成して提供するのが仮想デバイスドライバである。各アプリケーションがデバイスだと思って操作しているものは、実際には仮想化されたデバイスである。仮想デバイスドライバは各アプリケーション要求を調停して実際のハードウェアを操作する。この「仮想的なデバイスを提供する」という点から"仮想"デバイスドライバと呼ばれるのである。なおWindows 9x系にはOSと全てのWin16、Win32アプリを実行する一つの「システム仮想マシン」とDOSプロンプトごとに作成される「仮想DOSマシン」と呼ばれる２つのタイプの仮想マシンが存在するが、仮想デバイスドライバはその両方に対して仮想デバイスを提供する。
Windows NT系はVxDに対応していない。Windows 2000やWindows XPではWindows Driver Model (WDM) が用いられている。Windows Vistaでは、新しくWindows Driver Foundation (WDF) も導入されている。